# Teodoro Monteys
Teodoro Monteys (Villa de Graça, - ? ) foi um ciclista espanhol que correu entre 1921 e 1929. Durante a sua carreira desportiva conseguiu diferentes vitórias, entre elas 2 etapas da Volta à Catalunha e uma Volta a Cantábria.
Seus concidadãos já lhe renderam uma homenagem em 1925, e ainda em 1959 participava em algum ato benéfico.

## Palmarés
- 1920
  - 1.º nas 6 Horas de Gavà à americana (com Narciso Peña)
  - 1.º no Campeonato de Sant Andreu (do "Sport Ciclista Andresense")
  - 1921
  - 1.º na Corrida de Homenagem a Josep Prat (Badalona)
  - 1.º no Campeonato de Sant Andreu
  - 3.º no Campeonato de Cataluña
- 1922
  - 1.º no Campeonato de Gràcia
  - 1.º no Campeonato de Sants
  - 1.º na Corrida de Manresa
  - 1.º na Corrida de meio fundo de Badalona
  - 4.º no Campeonato da Espanha em estrada
- 1923
  - 1.º no Campeonato de Graça
  - 1.º no Campeonato de Sants
  - 1.º na Corrida da Festa Maior de Mollet
  - 1.º na Barcelona-Manresa-Barcelona
- 1924
  - Vencedor da segunda etapa da Volta à Catalunha e 2n à classificação geral
    - 1.º no Campeonato de Gràcia

  - 2.º no Campeonato de Cataluña
  - 3.º no Campeonato da Espanha em estrada
  - 7.º na Volta ao País Basco e 1.º corredor espanhol
- 1925
  -     - 1.º na Volta a Cantábria e vencedor de uma etapa etapa

  - Vencedor da terceira etapa da Volta à Catalunha e 3.º à classificação geral
    - 1.º em Mollet
    - 1.º na Barcelona-Manresa-Barcelona (Campeonato de Santos-Troféu Peña Rhin)